# شناسنامه (آلبوم)
شناسنامه چهارمین آلبوم مستقل کامران و هومن که ۹ مرداد ۱۳۹۰ توسط آونگ منتشر شد. آهنگساز اكثر قطعات اين آلبوم نیز رامين زمانى است. اشعار قطعات این آلبوم را مریم حیدرزاده و رامين زمانى نوشته‌اند.

## فهرست ترانه‌ها
این آلبوم شامل ۱۲ تراک است. عنوان این قطعات و ترتیب چینش در دیسک اورجینال از این قرار می‌باشند: 
| نام ترانه             | ترانه‌سرا       | آهنگساز       | تنظیم         |
| --------------------- | -------------- | ------------- | ------------- |
| بهترینی               | مریم حیدرزاده  | کامران و هومن | پیام شمس      |
| اگه دنیا دست من بود   | مریم حیدرزاده  | کامران و هومن | پیام شمس      |
| اگه دنیا دست من بود   | مریم حیدرزاده  | کامران و هومن | کامران و هومن |
| نمیدونم چرا           | رامین زمانی    | رامین زمانی   | پیام شمس      |
| نمیدونم چرا           | رامین زمانی    | کامران و هومن | روما کانیان   |
| فرشته نجات            | مریم حیدرزاده  | رامین زمانی   | روما کانیان   |
| فرشته نجات            | رامین زمانی    | رامین زمانی   | روما کانیان   |
| وقتی کسی رو دوست داری | مریم حیدرزاده  | رامین زمانی   | پیام شمس      |
| مال تو                | مریم حیدرزاده  | پیام شمس      | پیام شمس      |
| مال تو                | مریم حیدرزاده  | کامران و هومن | پیام شمس      |
| تو به من نشون دادی    | رامین زمانی    | رامین زمانی   | پیام شمس      |
| تو به من نشون دادی    | مهیار کاظم‌زاده | رامین زمانی   | پیام شمس      |
| مثل خودت              | رامین زمانی    | رامین زمانی   | پیام شمس      |
| مثل خودت              | رامین زمانی    | رامین زمانی   | روما کانیان   |
| مثل خودت              | رامین زمانی    | رامین زمانی   | شایان امیری   |
| حسودی                 | مریم حیدرزاده  | رامین زمانی   | فرهاد زند     |
| خالی                  | رامین زمانی    | رامین زمانی   | روما کانیان   |
| من اگه نباشم          | مریم حیدرزاده  | رامین زمانی   | پیام شمس      |
| من اگه نباشم          | رامین زمانی    | رامین زمانی   | پیام شمس      |
| شناسنامه              | رامین زمانی    | رامین زمانی   | روما کانیان   |